# La Petite Fourche (rivière Malbaie)
Pour les articles homonymes, voir Fourche (homonymie).
La rivière La Petite Fourche coule dans la partie Sud de la ville de Gaspé (MRC de La Côte-de-Gaspé) et dans la ville de Percé (MRC de Le Rocher-Percé), dans la région administrative de la Gaspésie-Îles-de-la-Madeleine, au Québec, au Canada.
La rivière "La Petite Fourche" est un affluent de la rive Nord de la rivière Malbaie laquelle coule vers l'Est jusqu'à la rive Ouest de la "baie de La Petite Fourche" ; cette dernière s'ouvre sur le littoral Ouest du golfe du Saint-Laurent.

## Géographie
La rivière "La Petite Fourche" prend sa source de ruisseaux de montagne, situés dans le 7e rang du canton de York dans la partie Sud de la ville de Gaspé. Cette source est située à :
- 0,2 km au Nord de la limite du canton de Fortin ;
- 8,6 km au Sud du pont de la route 132, enjambant la rivière Saint-Jean ;
- 13,5 km au Nord-Ouest du pont de la route 132 enjambant la rivière Malbaie, près de sa confluence ;
- 15,4 km au Sud du centre-ville de Gaspé.

À partir de sa source, la rivière "La Petite Fourche" coule sur 18,9 km, répartis selon les segments suivants :
- 1,0 km vers l'Est dans le canton de York (ville de Gaspé, jusqu'à la limite du canton de Fortin, de la ville de Gaspé et de la ville de Percé ;
- 1,9 km vers le Sud-Est dans la ville de Percé, en formant une courbe vers le sud, jusqu'à la confluence d'un ruisseau (venant du Sud-Ouest) ;
- 0,3 km vers le Nord-Est, jusqu'à la limite de la ville de Gaspé ;
- 4,5 km vers le Nord-Est en formant une courbe vers le Nord, jusqu'à la confluence d'un ruisseau (venant du Sud-Ouest) ;
- 0,8 km vers le Sud-Est, jusqu'à la limite de la ville de Percé ;
- 3,5 km vers le Sud-Est, jusqu'à la confluence d'un ruisseau (venant de l'Est) ;
- 6,9 km vers le Sud, en formant une courbe vers l'Ouest, jusqu'à sa confluence[1].

Cette confluence est située face à la "Montagne à Paul" à :
- 3,9 km en amont du pont de la route 132 laquelle contourne le marais de Bridgewater par le côté Ouest ;
- 15,7 km au Sud-Est de la pointe de la presqu'île du village de Percé ;
- 23,2 km au Sud-Est du centre-ville de Gaspé ;
- 7,3 km au Sud de la limite de la municipalité de Gaspé.

## Toponymie
Le toponyme rivière "La Petite Fourche" a été officialisé le 5 décembre 1968 à la Commission de toponymie du Québec.